# Salix laevigata
Salix laevigata är en videväxtart som beskrevs av Michael Schuck Bebb. Salix laevigata ingår i släktet viden, och familjen videväxter. Inga underarter finns listade i Catalogue of Life.

## Bildgalleri

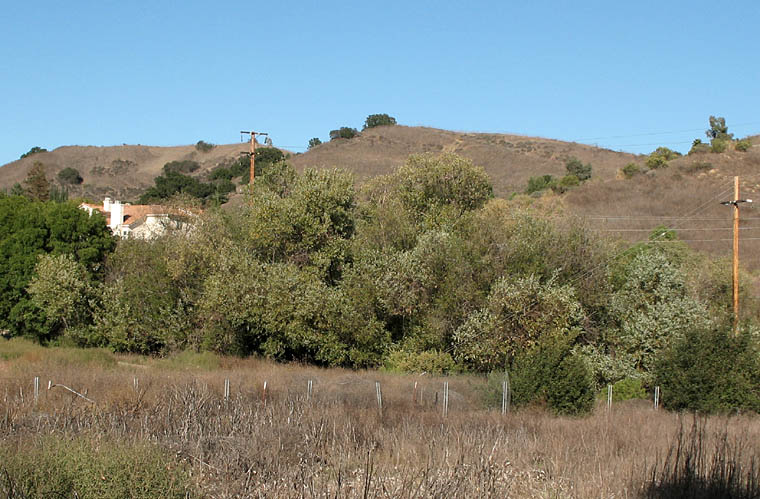